# Colegio Militar de la Corte Suprema de la Unión Soviética
El Colegio Militar de la Corte Suprema de la Unión Soviética (ruso:  Военная коллегия Верховного суда СССР) se creó en 1924 dentro de la Corte Suprema de la URSS como tribunal para militares de alto rango y personal político del Ejército Rojo y la flota. Además era el supervisor de los Tribunales Militares así como la suprema autoridad en las apelaciones militares.
Entre 1926 y 1948 el Decano del Colegio fue Vasili Úlrij.
Durante la Gran Purga entre 1937 y 1938, el Colegio Militar juzgó únicamente a las figuras más destacadas, basándose en listas aprobadas personalmente por Stalin, en la mayoría de los casos bajo el Artículo 58, mediante troikas del NKVD. En especial, el Colegio Militar llevó a cabo los más grandes «Procesos de Moscú».